# 266 v. Chr.
Portal Geschichte | Portal Biografien | Aktuelle Ereignisse | Jahreskalender | Tagesartikel

◄ |
4. Jahrhundert v. Chr. |
3. Jahrhundert v. Chr. |
2. Jahrhundert v. Chr. |
►

◄ | 280er v. Chr. | 270er v. Chr. | 260er v. Chr. | 250er v. Chr. |
240er v. Chr. |
►

◄◄ | ◄ | 269 v. Chr. | 268 v. Chr. | 267 v. Chr. | 266 v. Chr. |
265 v. Chr. |
264 v. Chr. |
263 v. Chr. |
► |
►►
Staatsoberhäupter

## Ereignisse

### Politik und Weltgeschehen

#### Östliches Mittelmeer
- Nach dem Tod von Mithridates I., dem Begründer des Reiches Pontos, folgt Ariobarzanes auf dem Thron.
- Antigonos II. Gonatas, König von Makedonien, schlägt eine Rebellion galatischer Söldner nieder.

#### Westliches Mittelmeer
- Rom unterwirft die Sarsinaten, einen nordumbrischen Stamm, der um Sarsina bei Rimini beheimatet ist. Die siegreichen Konsuln halten in Rom einen Triumphzug ab. Kalabrien und die Messapier gelangen endgültig unter römische Oberhoheit.

### Katastrophen
- Pestepidemie in Rom.

## Gestorben
- Mithridates I., König von Pontos
- 266/265 v. Chr.: Polemon von Athen, griechischer Philosoph